# Ramon Revilla sr.
Ramon Revilla sr. (Imus, 8 maart 1927 - Manilla, 26 juni 2020), geboren als Jose Bautista, was een Filipijns acteur en senator.

## Biografie
Ramon Revilla sr. werd geboren als Jose Bautista op 8 maart 1927. Zijn ouders waren Andrea Acuña en zakenman Inddefonso Bautista. Hij voltooide een bachelor-opleiding handel aan de Far Eastern University voordat hij in de jaren 50 als Ramon Revilla werken als acteur. Nadat hij in de jaren 50 en 60 voornamelijke kleine rollen toebedeeld kreeg zag hij zich gedwongen om vanaf 1965 te gaan werken als hoofd van de inlichtingendienst op het Bureau of Customs.
In 1972 maakte hij met veel succes zijn comeback in de Filipijnse filmindustrie met de rol van Nardong Putik, een beruchte Filipijnse crimineel in de gelijknamige film Nardong Putik. Voor deze rol werd hij genomineerd voor een FAMAS Award voor beste acteur. Hij richtte zijn eigen filmproductiebedrijf Imus Productions, waar hij samen met zijn vrouw Azucena de scepter zwaaide. In de meeste door hemzelf geproduceerde films speelde hij rollen van onoverwinnelijke superhelden. Revilla's succes en populariteit als acteur was groot in de jaren 70 en 80. In 1974 won Revilla sr. een FAMAS Award voor beste acteur voor zijn rol in Hulihin si Tiyagong Akyat. 
Het jaar erop won hij de onderscheiding van beste producent en in 1979 werd hij gekozen tot beste acteur en "Box Office King". Hij bleef acteren totdat hij begin jaren negentig, zoals wel meer Filipijnse acteur en sporthelden, de politiek inging.
Bij de verkiezingen van 1992 werd Revilla sr. met de op een na meeste stemmen gekozen in de Filipijnse Senaat. In 1998 werd hij herkozen voor een twee termijn van zes jaar. Een de meeste bekende wetsvoorstellen van Revilla uiteindelijk zijn aangenomen was Republic Act 9255, beter bekend als de Revilla Bill. Middels dit amendement van de Family Code werd het voor buitenechtelijke kinderen mogelijk om de achternaam van hun biologische vader te dragen, als de vader hiermee akkoord is.
Ramon Revilla sr. overleed in 2020 op 93-jarige leeftijd aan hartfalen. Hij was getrouwd met Azucena Mortel van 1942 tot haar dood in 1998. Hij is de vader van vele tientallen kinderen, waaronder senator Ramon Revilla jr., burgemeester van Bacoor Strike Revilla en acteur Ram Revilla. Na de dood van zijn vrouw Azacuna leefde hij samen met Genelyn Magsaysay, een dochter van Genaro Magsaysay. Samen met haar kreeg Ramon negen kinderen. Hun oudste zoon Ram Revilla werd in 2011 vermoord in zijn huis in Parañaque. 